# Guerra franco-tailandesa
La Guerra franco-tailandesa (en tailandés: กรณีพิพาทอินโดจีน en francés: Guerre franco-thaïlandaise) (1940–1941) se libró entre Tailandia (Siam) y Francia sobre ciertas áreas de la Indochina francesa.
Las negociaciones con Francia poco antes de la Segunda Guerra Mundial habían demostrado que el gobierno francés estaba dispuesto a realizar los cambios apropiados en las fronteras entre Tailandia y la Indochina francesa, pero solo ligeramente. Después de la Ocupación de Francia por las Fuerzas del Eje en 1940, el mayor general Plaek Pibulsonggram (popularmente conocido como "Phibun"), primer ministro de Siam, decidió que la derrota de Francia daba a los tailandeses una oportunidad aún mejor de recuperar los territorios del estado vasallo que fueron cedidos a Francia durante el reinado del rey Chulalongkorn.
La ocupación militar alemana de una gran parte de Francia hizo difícil el control de la metrópoli de sus posesiones en el extranjero, entre ellas, Indochina. La administración colonial ahora estaba aislada de ayuda y de suministros externos. Después de la Ocupación japonesa de Indochina en septiembre de 1940, los franceses se vieron obligados a permitir que Japón estableciera bases militares. Este comportamiento aparentemente servil convenció al régimen de Phibun de que Francia no resistiría seriamente un enfrentamiento con Tailandia.

## Fuerzas enfrentadas

### Francia de Vichy

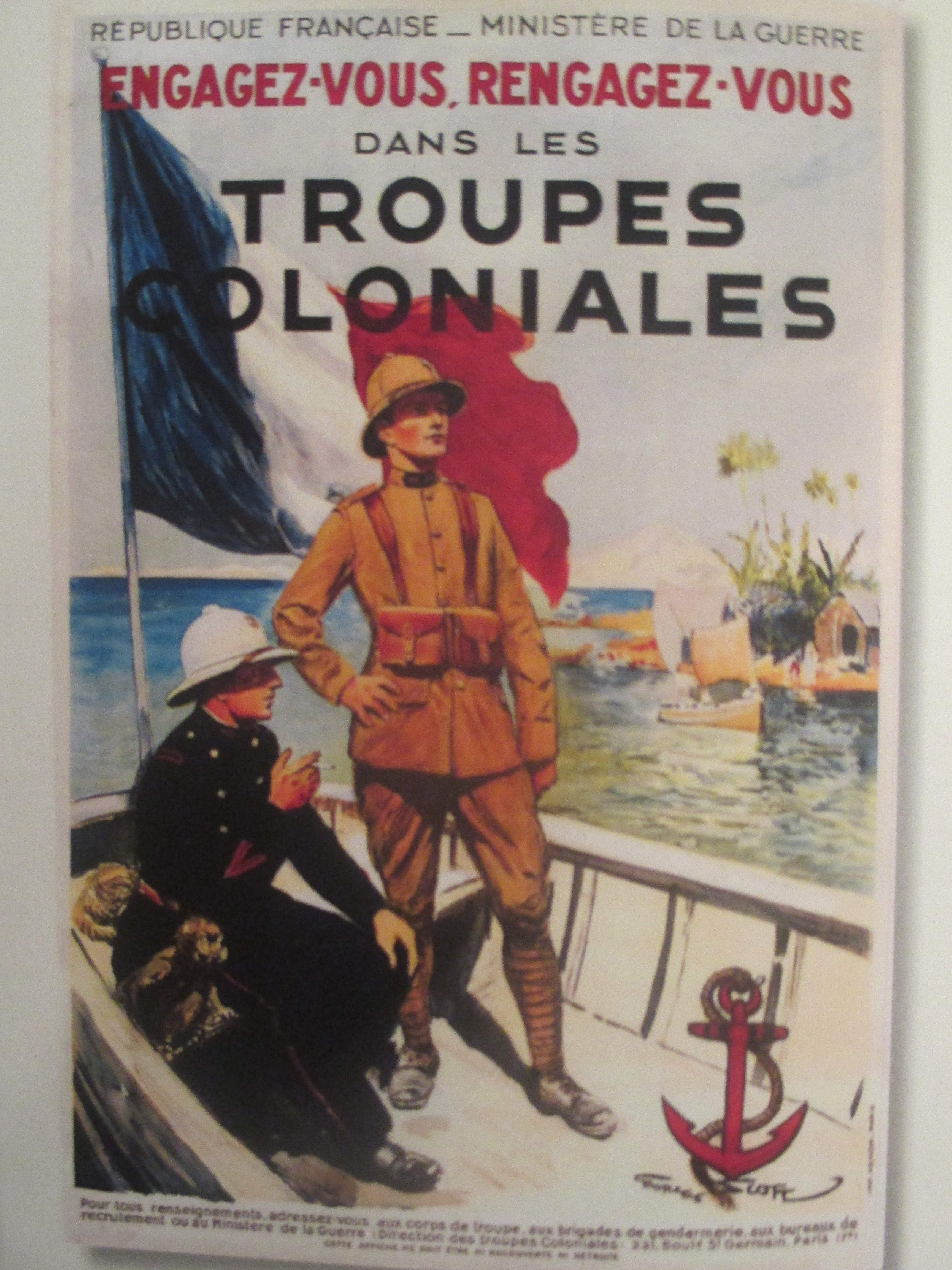
Póster de tropas coloniales francesas

Las fuerzas militares francesas en Indochina consistían en un ejército de aproximadamente 50 000 hombres, 12 000 de los cuales eran franceses, organizados en cuarenta y un batallones de infantería, dos regimientos de artillería y un batallón de ingenieros. La deficiencia más obvia del ejército francés fue su escasez de vehículos blindados, ya que solo poseía alrededor de una veintena de obsoletos tanques Renault FT contra los casi cien vehículos blindados del ejército tailandés. La mayor parte de los efectivos franceses estacionadas cerca de la frontera con Tailandia consistía en soldados indochinos de los regimientos 3.º y 4.º de los 'Tirailleurs Tonkinois' (Tiradores tonquineses) junto con un batallón de 'Montagnards' (montañeses), soldados regulares franceses de la infantería colonial, y unidades de la Legión Extranjera francesa
La 'Armée de l'Air' tenía aproximadamente 100 aviones, de los cuales aproximadamente 60 podían considerarse de primera línea. Estos incluían treinta Potez 25 TOE de reconocimiento y cazabombardeo, cuatro bombarderos pesados Farman 221, seis bombarderos Potez 542, nueve cazas Morane-Saulnier MS.406 y ocho hidroaviones Loire 130 de reconocimiento.
La armada naval francesa en Indochina tenía un crucero ligero y cuatro avisos.

### Tailandia

Plaek Phibunsongkhram pasando revista a tropas durante la guerra

El ejército tailandés, ligeramente más grande, era una fuerza relativamente bien equipada. Con unos 60 000 hombres, estaba compuesta por cuatro ejércitos. Los más grandes eran el Ejército Burapha con cinco divisiones y el Ejército Isan con tres divisiones. Las formaciones independientes bajo el control directo del alto mando del ejército incluían dos batallones de caballería motorizada, un batallón de artillería, un batallón de señales, un batallón de ingenieros y un regimiento blindado. La artillería era una mezcla de cañones Krupp y modernos cañones y obuses Bofors. 60 tanquetas Carden-Loyd Mk.VI y 30 tanques Vickers 6-ton constituían la mayor parte de la fuerza de tanques del ejército.
La Armada Real Tailandesa incluía dos buques de defensa costera clase Thonburi, doce torpederos y cuatro submarinos de fabricación japonesa, por lo que la marina tailandesa era inferior a las fuerzas navales francesas.
Sin embargo, la Real Fuerza Aérea Tailandesa tenía una ventaja tanto cuantitativa como cualitativa sobre la unidades locales de la 'Armée de l'Air'. Entre los 140 aviones que componían la fuerza de primera línea de las fuerzas aéreas se encontraban 24 bombarderos ligeros Mitsubishi Ki-30, nueve bombarderos pesados Mitsubishi Ki-21, 25 cazas Curtiss 75N Hawk, seis bombarderos medios Martin Model 139WSM y WSM-2, y 70 aviones de observación y ataque Vought V-93S

## Campaña
Mientras se realizaban manifestaciones nacionalistas y manifestaciones antifrancesas en Bangkok, varias escaramuzas fronterizas estallaron a lo largo de la frontera del Mekong. La superior Real Fuerza Aérea Tailandesa realizó luego bombardeos diurnos sobre objetivos militares en Vientiane, Phnom Penh, Sisophon y Battambang con impunidad. Los franceses respondieron con sus propios ataques aéreos, pero el daño que causaron fue menos que igual. Las actividades de la fuerza aérea tailandesa, particularmente en el campo del bombardeo en picada, fue tal que el almirante Jean Clooux, gobernador de la Indochina francesa, remarcó a regañadientes que los aviones tailandeses parecían haber sido volados por hombres con mucha experiencia bélica.

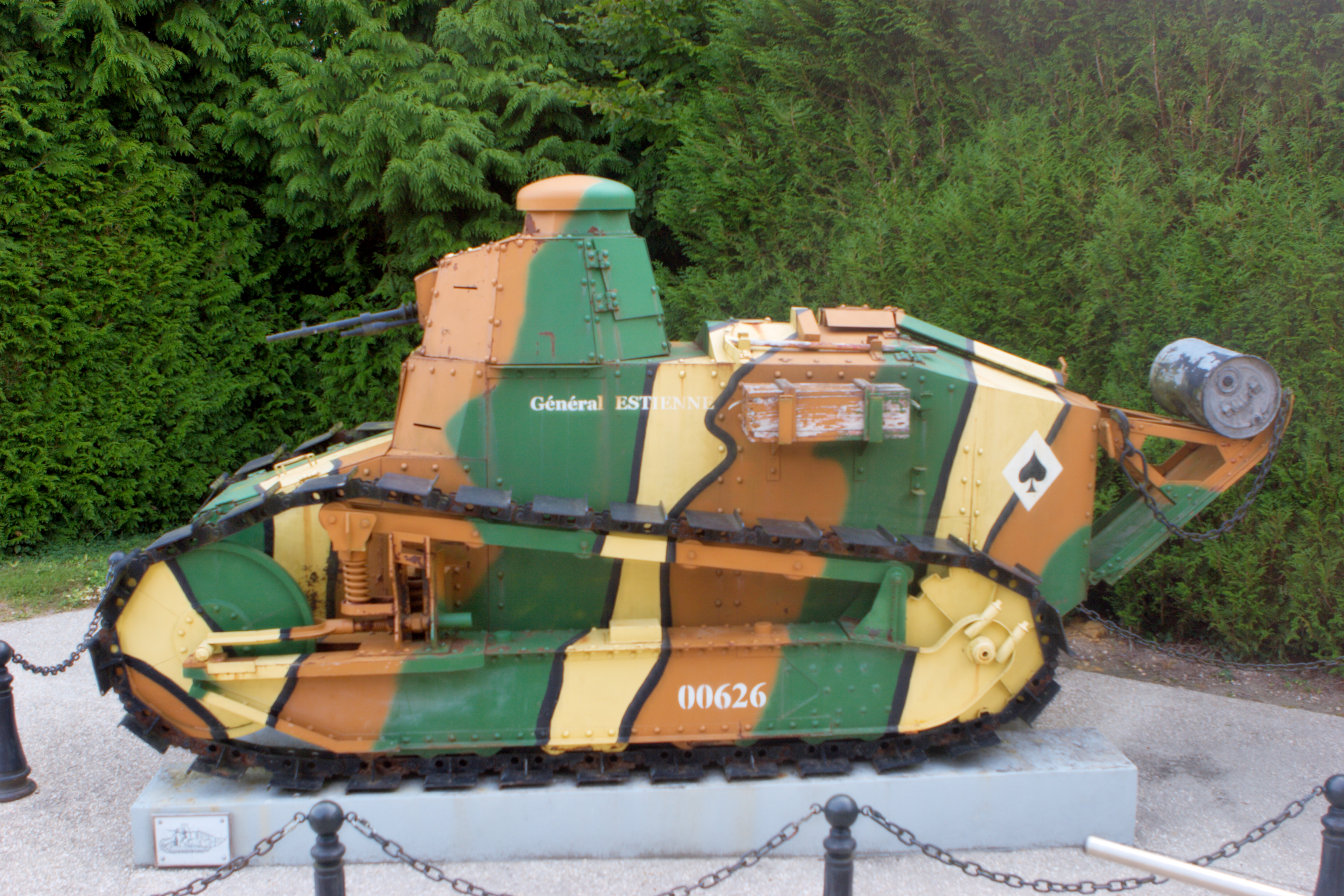
Las tropas francesas usaron un puñado de tanques Renault FT de la Primera Guerra Mundial durante el conflicto

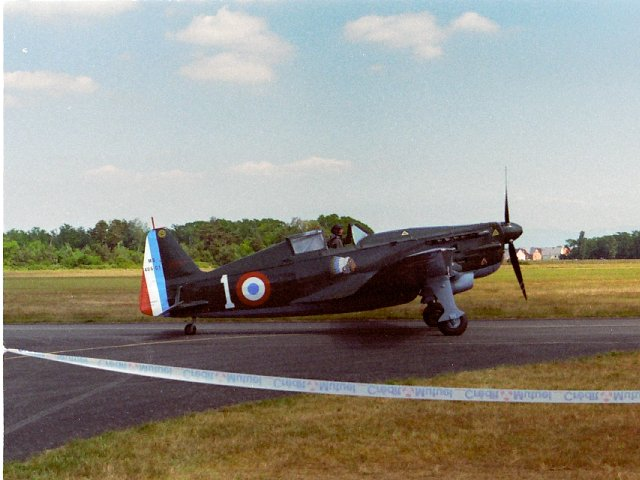
La Armée de l'Air francesa usó aviones de combate Morane-Saulnier M.S.406

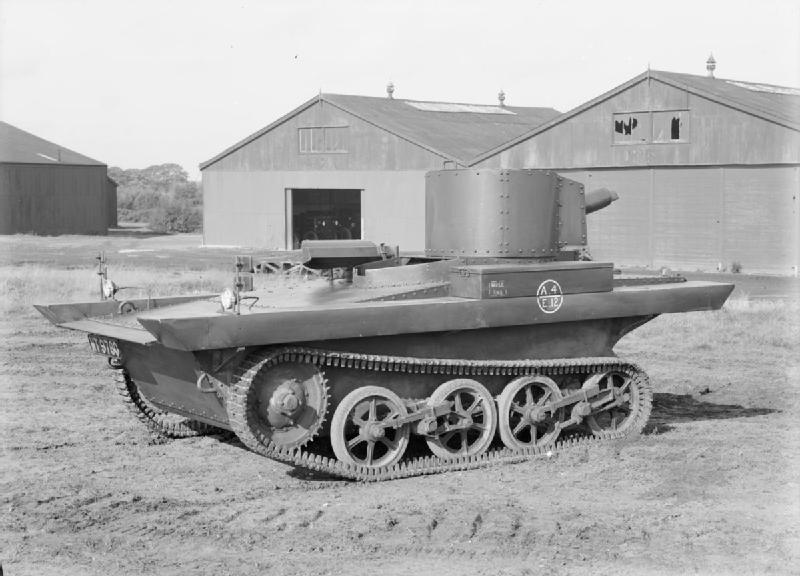
Tanque anfibio ligero Vickers en servicio en el ejército taï (Siamés)

El 5 de enero de 1941, tras el informe de un ataque francés en la ciudad fronteriza de Aranyaprathet, los ejércitos tai Burapha e Isan lanzaron una ofensiva sobre Laos y Camboya. La respuesta francesa fue instantánea, pero muchas unidades fueron superadas por las mejor equipadas fuerzas thai. El ejército thai avanzó rápidamente sobre Laos, pero las fuerzas francesas en Camboya ofrecieron mayor resistencia.
En la madrugada del 16 de enero de 1941, los franceses lanzaron un gran contraataque en las aldeas de Yang Dang Khum y Phum Preav, controladas por Tailandia, iniciando la batalla más feroz de la guerra. Debido a la mala coordinación y la inexistencia de inteligencia contra las fuerzas tailandesas atrincheradas y preparadas, la operación francesa hubo de detenerse y la lucha terminó con una retirada francesa de la zona. Sin embargo, los tailandeses no pudieron perseguir a los franceses en retirada, ya que sus avanzadillas de tanques fueron mantenidas bajo control por la artillería de la Legión Extranjera Francesa.

Batalla naval de Ko Chang, 17 de enero de 1941

 Con la situación en tierra que se deterioraba rápidamente para los franceses, el almirante Decoux ordenó que todas las fuerzas navales disponibles entraran en acción en el golfo de Tailandia. En la madrugada del 17 de enero, un escuadrón naval francés sorprendió a un destacamento naval tailandés fondeado frente a la isla Ko Chang. La siguiente batalla de Ko Chang fue una victoria para los franceses y resultó en el hundimiento de dos torpederos tailandeses y la desactivación de un barco de defensa costera, sufriendo los franceses solo bajas menores.
El 24 de enero, la batalla aérea final tuvo lugar cuando los bombarderos tailandeses allanaron el aeródromo francés en Angkor, cerca de Siem Reap. El último bombardeo de la misión de Tailandia a Phnom Penh comenzó a las 07:10 el 28 de enero, cuando los Martin del 50.º Escuadrón de Bombarderos iniciaron un ataque contra Sisophon, escoltados por trece Hawk 75N del 60 ° Escuadrón de Cazas.
Temiendo que la guerra se volviera en favor de Francia, los japoneses intervinieron y propusieron la firma de un armisticio.

## Resultados

### Armisticio
Una "Conferencia para el cese de hostilidades" patrocinada por Japón tuvo lugar en Saigón y los documentos preliminares para el 'alto el fuego' entre le gobierno francés del mariscal Philippe Pétain y el del Reino de Siam se firmaron a bordo del crucero ligero japonés Natori el 31 de enero de 1941. El 9 de mayo se firmó un tratado de paz en Tokio, con los franceses obligados por los japoneses a ceder los disputados territorios fronterizos en su poder. Francia cedió a Tailandia las siguientes provincias de los protectorados franceses de Camboya y Laos:
- Provincias de Battambang y Pailin, que fueron reorganizadas como provincia de Phra Tabong;
- Provincias de Siem Reap, Banteay Meanchey and Oddar Meanchey, que fueron reorganizadas como provincia de Phibunsongkhram;
- Provincia de Preah Vihear, que fue unida a una parte de la provincia de Champassak del Protectorado francés de Laos frente a Pakse para formar la provincia de Nakhon Champassak;
- Provincia de Xaignabouli, incluyendo parte de la provincia de Luang Prabang, que fue llamada Provincia de Lan Chang;

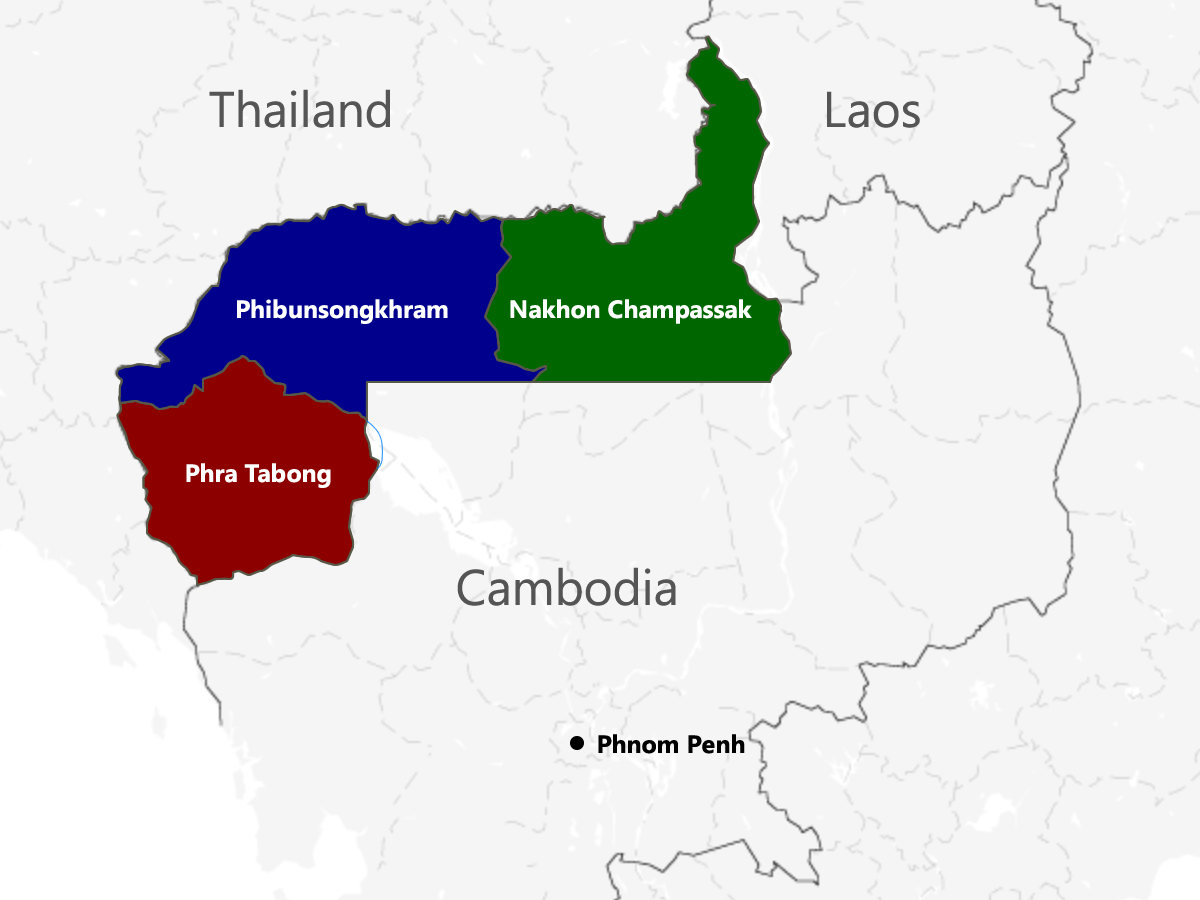
Las provincias de Camboya cedidas por Francia a Tailandia fueron reagrupadas en provincias tailandesas: Phra Tabong, Phibunsongram, y Nakhon Champassak

### Tratado
La resolución del conflicto fue recibida con gran aclamación entre los tailandeses y fue vista como un triunfo personal para Phibun. Por primera vez, Tailandia pudo obtener concesiones de una potencia europea, aunque debilitada. Para los franceses en Indochina, el conflicto fue un amargo recordatorio de su aislamiento tras la caída de Francia. En el punto de vista francés, un vecino ambicioso se había aprovechado de una colonia distante separada de su padre debilitado. Sin esperanza de refuerzos, los franceses tenían pocas posibilidades de ofrecer una resistencia sostenida.
Los japoneses querían mantener tanto su relación de trabajo con Vichy como el statu quo; por lo tanto, los tailandeses se vieron obligados a aceptar solo una cuarta parte del territorio que habían perdido frente a los franceses, además de tener que pagar seis millones de piastras como una concesión a los franceses.

### Bajas
El ejército francés sufrió un total de 321 bajas, de las cuales 15 eran oficiales. El número total de desaparecidos después del 28 de enero fue de 178 (seis oficiales, 14 suboficiales y 158 alistados). Los tailandeses capturaron 222 hombres (17 norteafricanos, 80 franceses y 125 indochinos).
El ejército tailandés sufrió 54 hombres muertos en acción y 307 heridos. 41 marineros e infantes de marina de la armada tailandesa murieron y 67 heridos. En la Batalla de Ko Chang, murieron 36 hombres, de los cuales 20 pertenecían al HTMS Thonburi, 14 al HTMS Songkhla, y 2 al HTMS Chonburi. La fuerza aérea perdió 13 hombres. El número de personal militar tailandés capturado por los franceses fue solo 21.
Alrededor del 30 % de los aviones franceses quedaron inservibles al final de la guerra, algunos como resultado de daños menores sufridos en ataques aéreos que, permanecieron sin reparar por falta de repuestos. El Armée de l'Air admitió la pérdida de un Farman F.211 y dos Morane-Saulnier MS.406 destruidos en tierra, pero en realidad sus pérdidas fueron mayores.
En su primera experiencia de combate, la Real Fuerza Aérea Tailandesa afirmó haber derribado cinco aviones franceses y destruido diecisiete en tierra, contra la pérdida de tres en el aire y de cinco a diez destruidos en ataques aéreo contra aeródromos de Tailandia.